# بيل بارك
بيل بارك هو سباح كندي، ولد في 1952 في تورونتو في كندا.